# Obszar ochrony ścisłej Kalisko

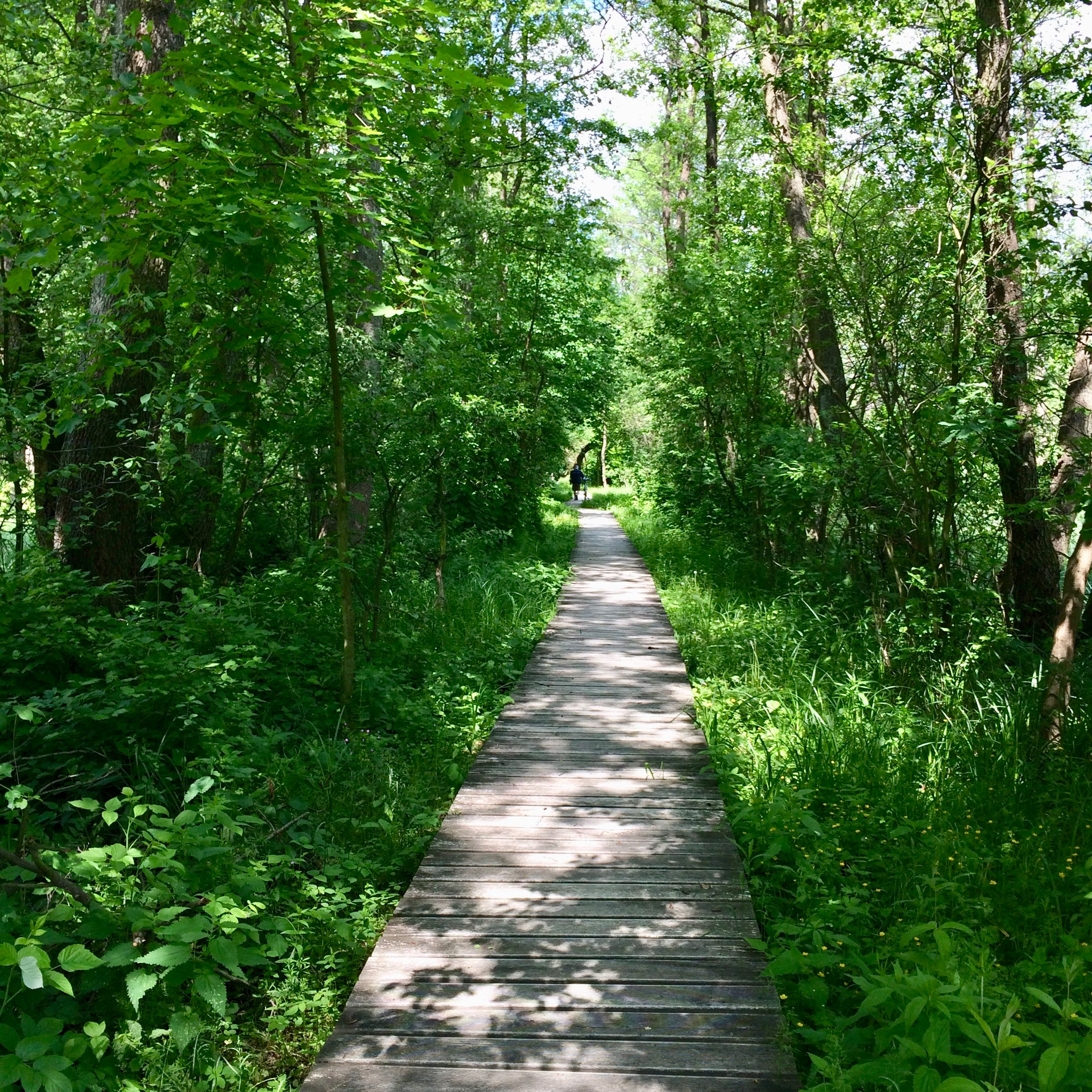
Kładka umożliwiająca zwiedzanie Kaliska

Kalisko – obszar ochrony ścisłej na terenie Kampinoskiego Parku Narodowego, utworzony w 1977. Zajmuje powierzchnię 119,45 ha. Obejmuje fragment większej kotliny na południowym pasie bagiennym. Zawiera rozlegle łąki, turzycowiska, łozowiska, olsy i łęgi olszowe, roślinność szuwarową na torfowisku niskim.
Obszar ochrony ścisłej Kalisko jest ostoją łosi i dzików, ponadto znajdują się tu żerowiska ptactwa wodnego i błotnego: krzyżówki, bąka, bączka, rycyka, bekasa kszyka, brodźca piskliwego i krwawodziobego, czajki, bociana czarnego, żurawia, a także drapieżników: myszołowa, jastrzębia, sokoła pustułki, sowy błotnej.